# Petrovská vrchovina
Petrovská vrchovina je geomorfologický podcelek Cerové vrchoviny. Nejvyšší vrchol podcelku je Birín s výškou 395 m n. m.

## Polohopis
Podcelek zabírá východní část pohoří a jižní okraj vymezuje Slovensko - maďarská hranice. Na severu sousedí s Rimavskou kotlinou, na západě pokračuje Cerová vrchovina podcelkem Hajnáčská vrchovina. 

## Dělení
- Baštianska kotlina
- Hostická kotlina

## Vybrané vrcholy
- Birin (395 m n. m.) - nejvyšší vrch podcelku
- Pohanský hrad (390 m n. m.)
- Štrkovský hrad (378 m n. m.)

## Chráněná území
Podcelek jižní částí zasahuje do CHKO Cerová vrchovina, z maloplošných chráněných území zde leží:
- Vinohrady - chráněný areál
- Jalovské vrstvy - přírodní památka
- Fenek - chráněný areál
- Beležír - chráněný areál
- Vodní nádrž Gemerský Jablonec - přírodní rezervace [2]